# Federico Ibáñez Soler
Federico Ibáñez Soler (Valencia, España; 4 de julio de 1946 - Jávea, España; 17 de junio de 2017) fue un editor español.
Nacido en Valencia el 4 de julio de 1946, estudió en el Colegio Nuestra Señora del Pilar de Madrid. Fue director de la Editorial Castalia, que fundaron en 1945 su abuelo Manuel y su madre Amparo Soler Gimeno, especializada en clásicos de la literatura. Entre 1990 y 1993 desempeñó el cargo de director general del Libro y Bibliotecas, a petición del ministro Jordi Solé Tura. Ostentó la vicepresidencia ejecutiva del Centro Español de Derechos Reprográficos (CEDRO). Fue presidente de la Federación Española de Cámaras del Libro (FEDECALI) y del Centro de Exportación de Libros Españoles (CELESA). Estaba casado con la también editora Esperanza Morais. Tuvo cuatro hijas.
En 2015 formó parte de la candidatura socialista de José Chulvi a la alcaldía de Jávea.
Falleció el 17 de junio de 2017 a causa del cáncer en su residencia del Portixol de Jávea.